# وزارت دفاع عربستان سعودی
وزارت دفاع عربستان سعودی (به عربی: وَزارَة الدِّفاع السُّـعُوديَّة) یک وزارتخانه در کشور عربستان سعودی است که وظیفه آن مدیریت اداری، عملیاتی و تدارکاتی است که به‌طور مستقیم با امنیت ملی و امور نیروهای مسلح عربستان سعودی مرتبط هستند.
در حال حاضر وزیر دفاع عربستان، خالد بن سلمان آل سعود است.

## وزیران
- عبدالله بن سلیمان آل حمدان (۲۴ سپتامبر ۱۹۳۴–۱۰ نوامبر ۱۹۴۳) (رئیس آژانس دفاع پیشین)
- منصور بن عبدالعزیز آل سعود (۱۰ نوامبر ۱۹۴۳–۲ می ۱۹۵۱)
- مشعل بن عبدالعزیز آل سعود (۱۲ مه ۱۹۵۱–۱۹۵۳)
- فهد بن سعود بن عبدالعزیز آل سعود (۱۹۵۷–۱۹۶۰)
- محمد بن سعود آل سعود (۱۹۶۰–۲۲ اکتبر ۱۹۶۳)
- سلطان بن عبدالعزیز آل سعود (۲۲ اکتبر ۱۹۶۳–۲۲ اکتبر ۲۰۱۱)
- سلمان بن عبدالعزیز آل سعود (۵ نوامبر ۲۰۱۱–۲۳ ژانویه ۲۰۱۵)
- محمد بن سلمان آل سعود (۲۳ ژانویه ۲۰۱۵–۲۷ سپتامبر ۲۰۲۲)
- خالد بن سلمان آل سعود (۲۷ سپتامبر ۲۰۲۲ تاکنون)